# 那慕爾大學
那慕爾大學（Université de Namur）是一所位於比利時那慕爾法語區的私立天主教大學。

## 历史
2003年聯合蒙斯天主教大学、法語魯汶天主教大學和布鲁塞尔圣路易大学组成鲁汶学院，2007年四所大學計劃合併并形成新的魯汶天主教大學，但該計劃在2010年流產。

## 外部連結
- 官方网站

50°27′58.80″N 4°51′37.36″E / 50.4663333°N 4.8603778°E